# 1694 na literatura

## Nascimentos
| Data           | Nome                             | Profissão           | Nacionalidade | Observações   | Ref |
| -------------- | -------------------------------- | ------------------- | ------------- | ------------- | --- |
| 21 de Novembro | François Marie Arouet - Voltaire | escritor e filósofo | França        | morre em 1778 |     |

## Mortes
| Data          | Nome         | Profissão        | Nacionalidade | Observações | Ref |
| ------------- | ------------ | ---------------- | ------------- | ----------- | --- |
| 12 de Outubro | Matsuô Bashô | escritor e poeta | Japão         | n. 1644     |     |